# ویکتور امانوئل سوم
ویکتور امانوئل سوم (به ایتالیایی: Vittorio Emanuele III)، پادشاه آلبانی در میان سال‌های (۱۹۳۹–۱۹۴۳)، امپراتور اتیوپی در سال‌های (۱۹۳۶–۱۹۴۱) و پادشاه ایتالیا در سال‌های (۱۹۰۰–۱۹۴۶) بود.

## ویکتور امانوئل و کودتا علیه موسولینی
در ۲۴ ژوئیه ۱۹۴۳ کنت گرندی و شورای بزرگ فاشیست ایتالیا رأی به درخواست از ویکتور امانوئل برای بدست‌گیری دوباره اختیارات قانونی خود و عدم اعتماد به موسولینی داند. بعد از ظهر روز بعد شاه که خود برای مدتی خلاص شدن از دست دیکتاتور را برنامه‌ریزی می‌کرد. موسولینی را به کاخ فراخواند و او را از نخست‌وزیری برکنار و مارشال پیترو بادوگیلیو رو به جای وی منصوب کرد. سپس دستور به بازداشت موسولینی داد و اعلام کرد به نفع شاه قانونی آلبانی و امپراتور اتیوپی هایله سلاسی از این عناوین دست می‌کشد.
در انظار عمومی ویکتور امانوئل و بادوگیلیو اعلام کردند به جنگ به عنوان یکی از اعضای قدرت‌های محور ادامه می‌دهند. هر دو به شکل مخفیانه برای متارکه جنگ شروع به مذاکره با متفقین کردند. دربار حتی بسیار قبل از خلع موسولینی نمایندگانی برای صحبت با متفقین فرستاده بود.

## متارکه جنگ
در هشتم سپتامبر سال ۱۹۴۳ ویکتور امانوئل بدون آگاهی دادن به نیروهای مسلح متارکه جنگ با متفقین را اعلام کرد. این تسلیم غافلگیرکننده باعث شد نیروهای ایتالیایی بدون دستور مشخصی رها شوند و المانها که مدتی بود انتظار چنین حرکتی را داشتند به سرعت قوای ایتالیایی را خلع سلاح و توقیف کردند و کنترل نواحی بالکان جزایر یونان در دریای مدیترانه فرانسه و حتی خود ایتالیا را بدست گرفتند. تعداد زیادی از سربازان ایتالیایی که تسلیم نشدند به متفقین پیوستند تا با المانها مبارزه کنند.
ترس از پیشروی المان نازی بسوی رم باعث شد ویکتور امانوئل و دولتش بسوی جنوب و شهر بیریندیسی رهسپار شوند. این تصمیم برای حفاظت شاه لازم بود چراکه هیتلر برای بازداشت او کمی پس از سرنگونی موسولینی برنامه‌ریزی کرده بود.
با این حال این تصمیم در داخل و خارج ایتالیا با تعجب همراه بود چراکه افکار عمومی شاه را با شاه جرج ششم پادشاه بریتانیا مقایسه می‌کردند که خروج از لندن را بخاطر حملات هوایی و خطر هجوم برق آسای المان رد کرده بود.
سرانجام مارشال بادوگیلیو ارتش جنگجویان ایتالیایی را در جنوب کشور سازماندهی کرد. سه نیروی دریایی زمینی و هوایی که همه وفادار به سلطنت بودند.
در دوازدهم سپتامبر المانها عملیاتی را برای نجات موسولینی از اسارت آغاز کردند. در مدت کوتاهی موسولینی دولت فاشیست جدیدی را در شمال ایتالیا بر پا کرد به نام جمهوری سوسیالیستی ایتالیا که هرگز چیزی بیشتر از بازیچه دست المان نشد؛ و به‌طور کامل در اختیار هیتلر بود. اما از نظر مشروعیت برای ملت ایتالیا با دولت بادوگیلیو در جنوب رقابت می‌کرد.
شاه که متوجه شده بود بخاطر پشتیبانی‌های گذشته‌اش از نظام فاشیستی از دید متفقین مقبولیت کمی دارد در ۱۹۴۴ بیشتر قدرتش را به ولیعهد شاهزاده اومبرتو دوم انتقال داد. با این کار او بیشتر قدرتش را از دست دادن اما عناوین سلطنتی را نگه داشت. بعد از آزادی رم در ۴ جوئن او باقی قدرتش را هم به پسرش انتقال داد.

## وقایع سال ۱۹۴۶
با شروع سال، افکار عمومی برای تغییر نظام سلطنتی به جمهوری فشار می‌آورد. در ۶ می ۱۹۴۶ ویکتور امانوئل به امید تحت تأثیر قرار دادن آرای عمومی رسماً استعفا داد. جانشین او پسرش اومبرتو دوم بود. اینکار چاره گر نشد. کمتر از یکماه بعد پنجاه و پنج درصد مردم در رفراندم به تغییر نظام سلطنتی به جمهوری رأی دادند.
تمام اعضای ذکور عمارت ساوی موظف شدند کشور را ترک کنند و دیگر هرگز بازنگردند.
پادشاهی ایتالیا به پایان رسیده بود.
ویکتور امانوئل به مصر رفت و در ۱۹۴۷ در اسکندریه درگذشت.